# 164
164 (CLXIV) var ett skottår som började en lördag i den julianska kalendern.

## Händelser

### Okänt datum
- Guvernören över Syrien, Avidius Cassius, en av Lucius Verus generaler, går över Eufrat och invaderar Partien.
- Seleucia vid floden Tigris förstörs.
- Ktesifon erövras av romarna, men återlämnas till parterna efter kriget.
- Antonius mur i Skottland överges av romarna.
- En ny romersk lag skyddar den egendom, som förs i boet av hustrun vid giftermål.
- Marcus Aurelius gifter bort sin dotter Lucilla med sin medregent Lucius Verus.

## Födda
- Macrinus, romersk kejsare 217–218 (född omkring detta eller nästa år)
- Pupienus, romersk kejsare